# Demerval Lobão (ort)
Demerval Lobão är en ort i Brasilien.   Den ligger i kommunen Demerval Lobão och delstaten Piauí, i den östra delen av landet, 1 300 km norr om huvudstaden Brasília. Demerval Lobão ligger 116 meter över havet och antalet invånare är 15 265.
Terrängen runt Demerval Lobão är platt. Det finns inga andra samhällen i närheten.
Omgivningarna runt Demerval Lobão är huvudsakligen savann. Runt Demerval Lobão är det glesbefolkat, med 9 invånare per kvadratkilometer.